# 广连高速公路
广连高速公路是广东的一条省级高速公路，编号为S1，是《广东省高速公路网规划（2011～2030年）》中的第6条纵线。起于广州市天河区广州环城高速公路奥体大观路互通立交，经广州市天河、白云、花都、从化四区（这一段也叫做广州机场第二高速）、清远市清城区、佛冈县、英德市、阳山县、连州市等地，在连州市大路边镇与湖南省临连高速公路相接，全线长约270公里，广州白云北村互通——花都花东段2021年1月16日通车，清远三凤里至连州湘粤界于2021年12月31日通车，其余路段则于2022年12月26日开通运营。全线建成后能形成广州除广清高速、广乐高速之外直达清远的快速通道，构成京港澳国家高速公路广东境内的复线通道和广州北部交通对外的放射线。

## 线路概况

### 花都山前至从化鳌头段
线路起于广州市花都区花东镇，与街北高速和广州机场第二高速公路对接，途经往北经茂敦水库东侧，止于从化区鳌头镇五丰村，接广连高速公路和佛清从高速公路，设山前（枢纽），花东，五丰（枢纽）三座互通立交。全长约18.7公里。

### 从化鳌头至清远连州大路边段
这一路段又称广州从化至清远连州高速公路，原称连佛高速公路，是广东省和清远市的重点建设项目，路段从化区鳌头镇五丰村接佛清从高速公路，途径清远市清城区、佛冈县、英德市、阳山县，终于连州市大路边镇接湖南临连高速公路，全长213公里，总投资概算约330.01亿元，计划2021年12月底通车运营。路段采用双向六车道设计，设计速度为100～120公里/小时，设五丰(枢纽)、龙潭、高桥、三凤里(枢纽)、飞来峡东、黎溪北、南坑(枢纽)、水边、西牛西、小湾(枢纽)、浛洸、张陂、大湾、青莲、岭背、黄坌、西江、龙坪、星子、连塘(枢纽)互通立交共20处。由中国交建全资子公司中交四航局与中咨集团联合投资，共同组建项目公司——中交广连高速公路投资发展有限公司采用BOT+EPC模式进行建设运营管理，建设期为4年，运营期25年。

## 互通枢纽及服务设施列表
| 地区                                                                                         | 里程 | 类型              | 名称        | 连接                           | 说明                            |
| -------------------------------------------------------------------------------------------- | ---- | ----------------- | ----------- | ------------------------------ | ------------------------------- |
| 广州市 天河区                                                                                |      | 枢纽 · 主线出入口 | 新塘 奥体   | 广州环城高速公路 大观路 车陂路 | 奥体-花都段起点                 |
| 广州市 黄埔区                                                                                |      | 出入口            | 黄陂        | 广汕公路 天鹿南路              |                                 |
| 广州市 黄埔区                                                                                |      | 枢纽              | 天鹿湖      | 广河高速公路                   |                                 |
| 广州市 白云区                                                                                |      | 枢纽              | 茶山        | 华南快速干线                   |                                 |
| 广州市 白云区                                                                                |      | 出入口            | 鹤嘴        | 大源中路                       |                                 |
| 广州市 白云区                                                                                |      | 出入口            | 龙归城      | 广从公路                       |                                 |
| 广州市 白云区                                                                                |      | 枢纽 · 出入口     | 北村 人和南 | 广州北二环高速公路 鹤龙五路    |                                 |
| 广州市 白云区                                                                                |      | 枢纽              | 高增        | 花莞高速公路                   |                                 |
| 广州市 白云区                                                                                |      | 出入口            | 机场T3      | 机场T3                         | 广州白云国际机场T3航站楼        |
| 广州市 花都区                                                                                |      | 出入口            | 钟港        | 现代大道                       |                                 |
| 广州市 花都区                                                                                |      | 出入口            | 花东        | 花都大道                       | 广州白云国际机场T2航站楼        |
| 广州市 花都区                                                                                |      | 枢纽 · 出入口     | 山前        | 机场高速北延线                 | 奥体-花都段终点 花都-从化段起点 |
| 广州市 花都区                                                                                |      | 出入口            | 山前        | 山前旅游大道                   |                                 |
| 广州市 从化区                                                                                |      | 枢纽              | 五丰        | 佛清从高速公路                 | 花都-从化段终点 从化-连州段起点 |
| 广州市 从化区                                                                                |      | 出入口            | 龙潭        | 龙潭大道                       |                                 |
| 清远市 清城区                                                                                |      | 出入口            | 高桥        | 355国道                        |                                 |
| 清遠市 佛冈县                                                                                |      | 枢纽              | 三凤里      | 汕湛高速公路惠清段             |                                 |
| 清远市 清城区                                                                                |      | 枢纽              | 飞来峡东    | 飞来峡大道                     |                                 |
| 清远市 英德市                                                                                |      | 出入口            | 黎溪        | 240国道                        |                                 |
| 清远市 英德市                                                                                |      | 枢纽              | 英南        | 广乐高速公路                   |                                 |
| 清远市 英德市                                                                                |      | 出入口            | 水边        | 379县道                        |                                 |
| 清远市 英德市                                                                                |      | 出入口            | 西牛西      | 348省道                        |                                 |
| 清远市 英德市                                                                                |      | 枢纽              | 小湾        | 龙怀高速公路                   |                                 |
| 清远市 英德市                                                                                |      | 出入口            | 浛洸        | 358国道                        |                                 |
| 清远市 英德市                                                                                |      | 出入口            | 浛洸西      | 382县道                        |                                 |
| 清远市 英德市                                                                                |      | 出入口            | 大湾        | 358国道                        |                                 |
| 清远市 阳山县                                                                                |      | 出入口            | 青莲        | 358国道                        |                                 |
| 清远市 阳山县                                                                                |      | 出入口            | 岭背        | 250省道                        |                                 |
| 清远市 阳山县                                                                                |      | 出入口            | 黄坌        | 323国道                        |                                 |
| 清远市 阳山县                                                                                |      | 出入口            | 西江        | 323国道                        |                                 |
| 清远市 连州市                                                                                |      | 出入口            | 龙坪        | 392县道                        |                                 |
| 清远市 连州市                                                                                |      | 出入口            | 星子        | 394县道                        |                                 |
| 清远市 连州市                                                                                |      | 枢纽              | 连塘        | 清连高速公路                   | 从化-连州段终点                 |
| 粤湘界                                                                                       |      | 地界              | 粤湘界      | 临连高速                       |                                 |
| 1.000 英里 = 1.609 千米；1.000 千米 = 0.621 英里 并行路段 • 已关闭／取消 • 限制进入 • 未开放 |      |                   |             |                                |                                 |